# Emsdepeschen

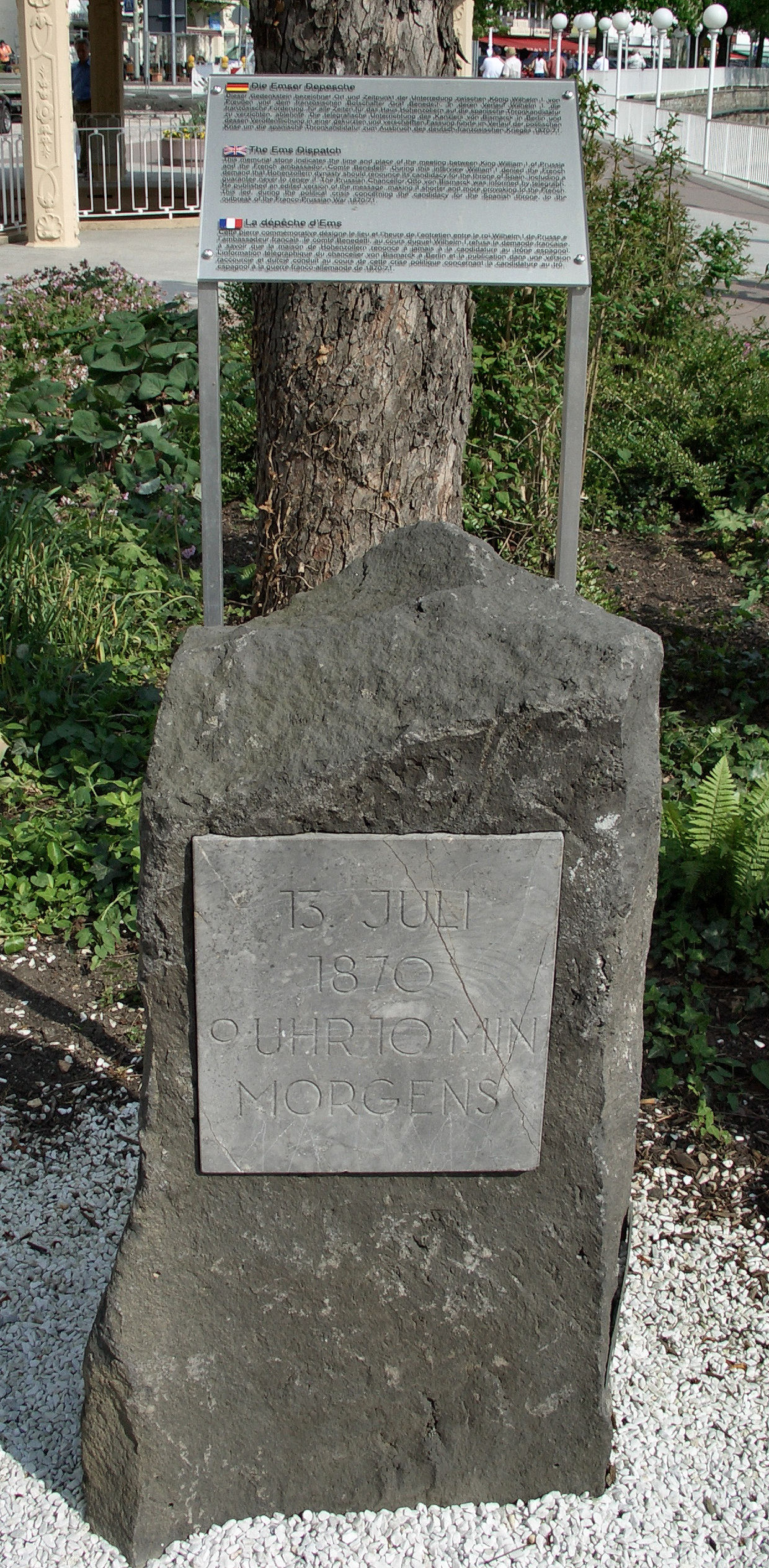
Minnessten över Emsdepeschen i Bad Ems.

Emsdepeschen var en telegramrapport den 13 juli 1870 vari kung Vilhelm I av Preussen underrättade Preussens ministerpresident Otto von Bismarck om sina förhandlingar i Ems med den franske ambassadören Vincent Benedetti. Detta telegram anses ha utlöst det fransk-tyska kriget (1870–1871).
Den franska regeringen lät sin ambassadör Benedetti uppsöka kung Vilhelm I i staden Bad Ems. Det telegram ("die Emserdepesche"), varigenom kungen lät underrätta Bismarck i Berlin om denna underhandling med Benedetti, publicerades av Bismarck samma kväll genom tidningarna i redigerad form, så att det framstod som om kungen tämligen skarpt hade avvisat ambassadörens fordran. Denna framställning väckte en storm av chauvinistisk ovilja i Paris, som skärptes genom av Bismarck inspirerade artiklar i den tyska pressen. Kejsar Napoleon III önskade personligen fred, men rycktes med av den franska nationalistiska stämningen, och den 19 juli 1870 tillkännagavs Frankrikes krigsförklaring. Bismarck hade utnyttjat den franska regeringens diplomatiska otymplighet till att framkalla det sedan länge hotande kriget vid en tidpunkt, då Frankrike såväl militärt som politiskt var ofullständigt förberett.